# Pierre Lacroix
Pierre Lacroix (Montreal, 3 de agosto de 1948-Las Vegas, 13 de diciembre de 2020) fue un ejecutivo canadiense de hockey sobre hielo. Fue presidente y gerente general de los Quebec Nordiques y Colorado Avalanche de 1994 a 2006. Después de que los nordiques se mudaran a Colorado en 1995, formó equipos que ganaron la Copa Stanley dos veces, en 1996 y 2001.

## Biografía
Lacroix se convirtió en presidente y director general de los Quebec Nordiques en 1994, y siguió al equipo a Denver un año después. Era conocido por sus astutos oficios, como su adquisición de Patrick Roy durante la temporada 1995-1996 de la NHL que llevó a una Copa esa temporada y sus intercambios por los defensores estrella Ray Bourque durante la temporada 1999-2000 de la NHL, además de Rob Blake durante la temporada 2000-2001 de la NHL que también llevó a una Copa Stanley en 2001.
El 8 de marzo de 2006, un día antes de la fecha límite de cambios de la NHL, Pierre Lacroix cambió al portero David Aebischer por el ganador del trofeo Hart y Vezina 2002, José Théodore. Este intercambio fue criticado en los medios locales en ese momento porque Théodore estaba teniendo una muy mala temporada y se lesionó en el momento del intercambio. Esta crítica de los medios y los fanáticos continuó en diversos grados durante el corto mandato de Théodore con Avalanche.
El 12 de mayo de 2006, Lacroix anunció que renunciaría a sus funciones de gerente general y se concentraría únicamente en un nuevo papel como presidente del equipo. El 10 de mayo de 2013, Lacroix anunció que dejaría el cargo de presidente y serviría como asesor del club.
El 8 de abril de 2008, Lacroix fue incluido en el Salón de la Fama del Deporte de Colorado por sus contribuciones a la organización Colorado Avalanche.

## Vida personal
Lacroix era padre de dos hijos, incluido el exjugador de la NHL Eric Lacroix.
Lacroix murió el 13 de diciembre de 2020 en Las Vegas debido a complicaciones del COVID-19.